# Потенциальная игра
Потенциальная игра — это игра в нормальной форме, функции выигрыша в которой обладают особым свойством. При изменении игроком своих стратегий разность его выигрышей равна разности значений потенциальной функции. Это позволяет находить равновесие по Нэшу как решение некоторой оптимизационной задачи. Потенциальные игры были введены в рассмотрение Мондерером и Шепли.
Потенциальная функция
Рассмотрим игру {\displaystyle n} лиц в нормальной форме {\displaystyle \Gamma =<N,\{X_{i}\}_{i\in N},\{H_{i}\}_{i\in N}>}, где {\displaystyle N=\{1,2,...,n\}} — множество игроков, {\displaystyle X_{i}} — множество стратегий и {\displaystyle H_{i}(x_{1},...,x_{n})} — функция выигрыша {\displaystyle i}-го игрока, {\displaystyle i=1,...,n}. Предположим, что существует функция {\displaystyle P:\prod \limits _{i=1}^{n}X_{i}\rightarrow R}, такая что для любого {\displaystyle i\in N} выполняется
{\displaystyle H_{i}(x_{-i},x_{i}')-H_{i}(x_{-i},x_{i})=P(x_{-i},x_{i}')-P(x_{-i},x_{i})}
для произвольных {\displaystyle x_{-i}\in \prod \limits _{j\neq i}X_{j}} и любых стратегий {\displaystyle x_{i},x_{i}'\in X_{i}}. Если такая функция существует, будем называть её потенциалом в игре {\displaystyle \Gamma }, а саму игру — потенциальной.
Равновесие в чистых стратегиях
Пусть игра {\displaystyle n} лиц {\displaystyle \Gamma =<N,\{X_{i}\}_{i\in N},\{H_{i}\}_{i\in N}>} допускает потенциал {\displaystyle P}. Тогда равновесие по Нэшу в игре {\displaystyle \Gamma } является равновесием по Нэшу в игре {\displaystyle \Gamma '=<N,\{X_{i}\}_{i\in N},P>} , и наоборот. Кроме того, в игре {\displaystyle \Gamma } всегда существует, по крайней мере, одно равновесие в чистых стратегиях.
Оптимальное решение
Существование потенциала существенно облегчает нахождение равновесия по Нэшу. Выберем в качестве {\displaystyle x^{*}} ситуацию в чистых стратегиях, которая доставляет максимум {\displaystyle P(x)} на множестве {\displaystyle \prod \limits _{i=1}^{n}X_{i}}. Тогда в этой точке, для любого {\displaystyle x\in \prod \limits _{i=1}^{n}X_{i}} выполняется неравенство {\displaystyle P(x)\leq P(x^{*})}, в частности, и по каждому аргументу, то есть{\displaystyle P(x_{-i}^{*},x_{i})\leq P(x^{*}),\forall x_{i}.}
Отсюда вытекает, что {\displaystyle x^{*}} равновесие по Нэшу в игре {\displaystyle \Gamma '} и, следовательно, в игре {\displaystyle \Gamma }.
Олигополия Курно
Рассмотрим олигополию Курно, где функции выигрыша игроков имеют вид{\displaystyle H_{i}(x_{1},...,x_{n})=(p-b\sum _{j=1}^{n}x_{j})x_{i}-c_{i}x_{i},\,\,\,i=1,...,n.}
Эта игра также является потенциальной. Потенциалом является функция {\displaystyle P(x_{1},...,x_{n})=\sum _{j=1}^{n}(p-c_{j})x_{j}-b\left(\sum _{j=1}^{n}x_{j}^{2}+\sum _{1\leq i<j\leq n}x_{i}x_{j}\right).}
Глобальный максимум функции {\displaystyle P(x)} дает равновесие по Нэшу:
{\displaystyle x_{i}={\frac {p-c_{i}}{b}}-{\frac {np-\sum _{j=1}^{n}c_{j}}{n+1}},\quad i=1,...,n.}
Маршрутизация
Важную роль потенциальные игры имеют в играх маршрутизации (congestion games), которые впервые были рассмотрены Розенталем. Свое название они получили из-за того, что функция выигрыша в них зависит лишь от числа игроков, выбравших одинаковые стратегии. В этих играх существует потенциал, максимум которого дает оптимальные маршруты в произвольной сети.